# John Butler (6e comte d'Ormonde)
Pour les articles homonymes, voir John Butler (homonymie) et Butler.
John Butler (vers 1422 – 14 décembre 1476), 6e comte d'Ormonde, est un aristocrate irlandais.

## Biographie
Né vers 1422, John Butler est le deuxième fils de James Butler, 4e comte d'Ormonde, et de sa première épouse Jeanne de Beauchamp. Le 19 mai 1426, âgé de seulement quatre ans, il est adoubé par le duc de Bedford. Partisan de la maison de Lancastre dans le contexte de la guerre des Deux-Roses, il est présent à la bataille de Towton le 29 mars 1461, à la suite de laquelle son frère aîné James est capturé et exécuté sur ordre du roi Édouard IV de la maison d'York. Contraint de se réfugier en Écosse, John voit les possessions et le titre de son frère confisqués par le Parlement d'Angleterre le 4 novembre suivant, décision que confirme quelques mois plus tard le Parlement d'Irlande.
Déterminé à reconquérir les possessions irlandaises de son défunt frère, John Butler, accompagné de son neveu Edmund, débarque à Waterford le 30 janvier 1462, avant d'être bientôt confronté par les troupes yorkistes du comte de Desmond lors de la bataille de Piltown. Le nombre de tués lors de la bataille s'élève à plus de 400 victimes et, selon le folklore local, les combats sont si violents qu'une rivière rouge sang parcourt la vallée entourant le village de Piltown pendant plusieurs jours. Vaincu, John Butler est à nouveau contraint à l'exil et doit attendre plusieurs années avant d'être restauré dans ses droits. Avant son départ, il doit acquitter la rançon de son neveu, capturé pendant les combats.
Décrit par Édouard IV comme « le plus beau chevalier qu'il ait jamais vu et le meilleur gentilhomme de la chrétienté », John Butler est nommé ambassadeur dans plusieurs cours de la chrétienté après avoir fait sa soumission à la maison d'York. Maîtrisant parfaitement plusieurs langues européennes, le comte d'Ormonde est considéré par ses contemporains comme l'exemple même du gentilhomme, inspirant à Édouard IV ce commentaire supplémentaire : « Si les qualités d'éducation et libérales se perdaient dans le monde, elles pourraient toutes se retrouver chez le comte d'Ormonde. » John Butler meurt le 14 décembre 1476 pendant un pèlerinage qu'il accomplissait en Terre sainte.

## Descendance
Jamais marié, John Butler a toutefois une liaison avec Reynalda O'Brien, qui lui donne trois fils illégitimes :
- James Ormonde (mort le 17 juillet 1497) ;
- John Ormonde (mort le 5 octobre 1503), épouse Joan Chaworth ;
- Edward Ormonde.

Faute de descendance légitime, son titre de comte d'Ormonde revient à son frère Thomas.